# Гуњаче
Гуњаче су насељено мјесто у општини Кисељак, Босна и Херцеговина.

## Становништво
|         | 2013.       | 1991.        | 1981.        | 1971.        | 1961.        |
| Укупно  | 46 (100,0%) | 162 (100,0%) | 194 (100,0%) | 182 (100,0%) | 170 (100,0%) |
| Хрвати  | 46 (100,0%) | 155 (95,68%) | 189 (97,42%) | 181 (99,45%) | 170 (100,0%) |
| Бошњаци | –           | 4 (2,469%)1  | 4 (2,062%)1  | –            | –            |
| Остали  | –           | 3 (1,852%)   | 1 (0,515%)   | 1 (0,549%)   | –            |

1. 1 На пописима од 1971. до 1991. Бошњаци су пописивани углавном као Муслимани.